# Catopsis sessiliflora
Catopsis sessiliflora är en gräsväxtart som först beskrevs av Hipólito Ruiz López och Pav., och fick sitt nu gällande namn av Carl Christian Mez. Catopsis sessiliflora ingår i släktet Catopsis och familjen Bromeliaceae. Inga underarter finns listade i Catalogue of Life.

## Bildgalleri

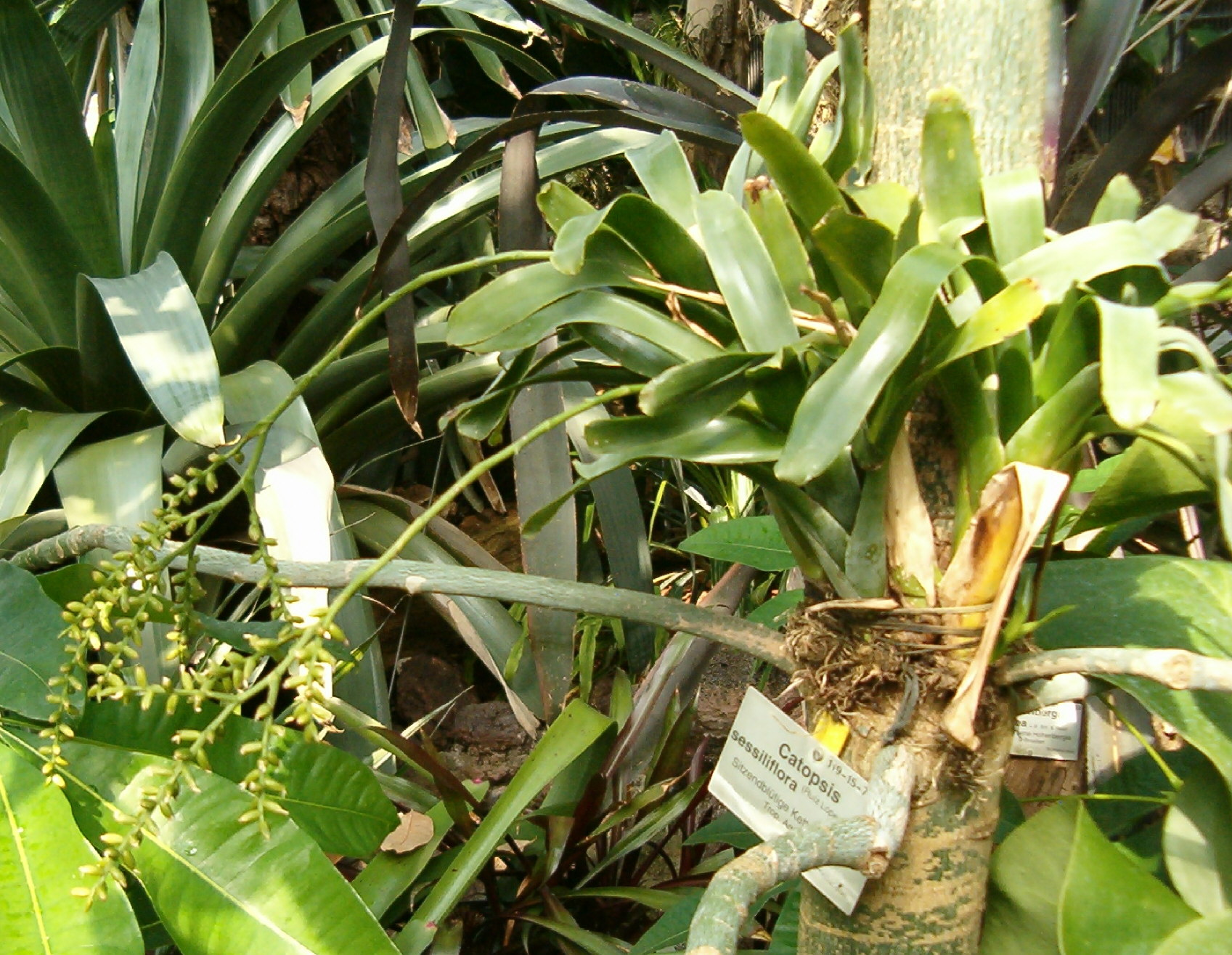
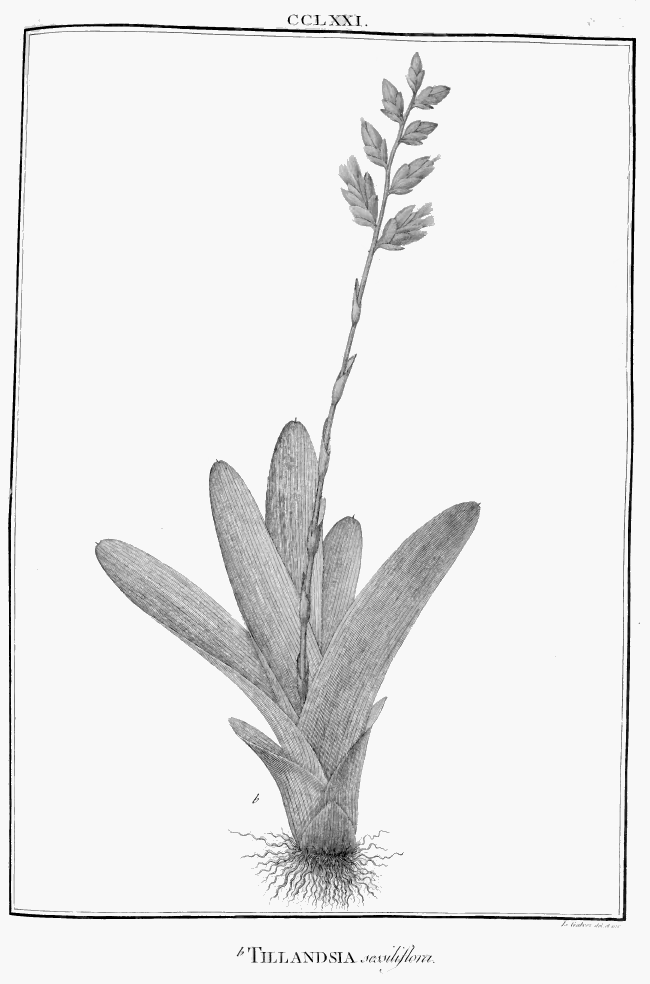